# Theodor Gerlach
Theodor Gerlach (Dresden, Saxònia, 1861 - 1940) fou un compositor alemany.
Estudià al Conservatori de Berlín i després a Itàlia, i va ser nomenat el 1885 director d'orquestra del teatre de Sonderhausen, l'any següent de l'Òpera Alemanya de Poznań i el 1894 de Cassel, havent ocupat el mateix càrrec en diversos teatres i societats de concerts d'Alemanya.
Com a compositor va introduir en molts dels seus lieders i en algunes òperes, el text parlat, això és, la supressió del cant, restant tota la part musical encarregada als instruments.
Entre les seves nombroses obres, cal citar: 
- Luther's Lob der Musica, (cantata) (1883),
- Serenata, per a orquestra de corda,
- Vaterlandslied, per a veus d'home, amb acompanyament d'instruments de vent,
- Cants patriòtics, per a cor d'homes,
- Lieder,, diverses col·leccions, amb acompanyament i sense,
- Matteo Falcone, (òpera) (1898),
- Liebeswogen, (òpera) (Bremen, 1904),
- Das Seegespensi, (òpera) (Altenburg, 1914), aquestes dues últimes amb text declamat.